# Teatro Darymelia
El teatro Darymelia es un antiguo cine y actual teatro de la ciudad de Jaén (España).

## Historia
Ubicado en parte de los terrenos del antiguo palacio del Condestable Iranzo, fue construido inicialmente como cine, debiendo su nombre a la combinación de los nombres de las dos hijas de Justino Flórez Llamas, el arquitecto que lo construyó, Daría y Amelia. La construcción comenzó en el año 1922 y terminó en 1927. 
En los años 1980 sufrió una remodelación en la cual se cambió la entrada principal de la calle Maestra a la plaza de la Audiencia y fue entonces cuando dejó de ser un cine y pasó a ser un teatro. Con esta remodelación se cambió la orientación de la sala y del escenario.
En 1992 se sometió el edificio a una gran restauración que dirigió Isicio Ruiz Albusanc, que se encargó de vaciar el antiguo cine potenciando nuevamente la entrada principal, único resto del edificio original.

## Fachada
La fachada, construida en ladrillo, es de estilo regionalista decimonónico. Presenta tres arcos monumentales con soportes y claves de piedra que constituyen la portada, sobre está se dispone un panel cerámico, manufacturado en Madrid, por Enrique Guijo, donde se inscriben la fecha de acabado del edificio y su función originaria, CINE "DARYMELIA" - AÑO 1927.